# المقاومة الهولندية

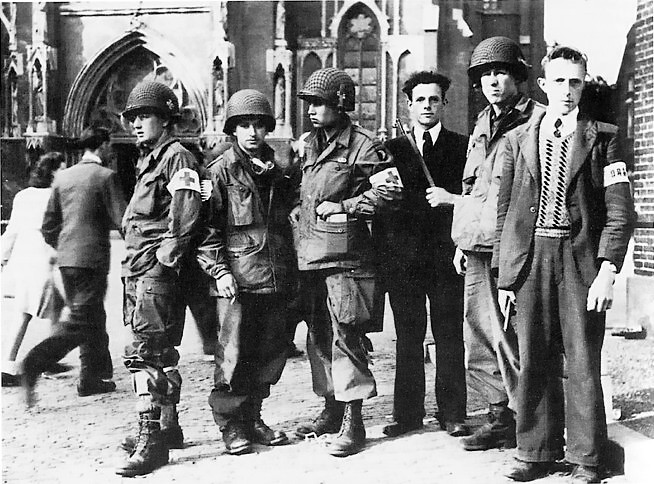
أعضاء في مقاومة أيندهوفن مع قوات من الفرقة 101 المحمولة جواً في الولايات المتحدة الأمريكية في أيندهوفن أثناء عملية سوق الحدائق ، سبتمبر 1944

يمكن وصف المقاومة الهولندية للاحتلال النازي لهولندا خلال الحرب العالمية الثانية بشكل أساسي بأنها غير عنيفة، نظمها الحزب الشيوعي والكنائس والجماعات المستقلة. ضمت في ذروة أكثر من 300000 شخص متخفيين عن انظار السلطات الألمانية في خريف عام 1944.
تطورت المقاومة الهولندية ببطء نسبيًا، لكن عندما حدث إضراب 1941 فبراير، والمضايقات العشوائية للشرطة وترحيل أكثر من 400 يهودي، حفزت المقاومة إلى حد كبير. كان الشيوعيون الهولنديون هم أول من نظموا أنفسهم.
في نهاية المطاف، قدمت شبكات مكافحة التجسس الهولندية والتخريب الداخلية وشبكات الاتصالات الدعم الرئيسي لقوات الحلفاء، ابتداءً من عام 1944 واستمرت حتى تم تحرير هولندا بالكامل. حوالي 75 ٪ (105,000 من أصل 140,000) من السكان اليهود لقوا حتفهم في المحرقة، ومعظمهم قتلوا في معسكرات الموت النازية. عدد من مجموعات المقاومة المتخصصة في إنقاذ الأطفال اليهود، بما في ذلك Utrechts Kindercomité [الإنجليزية] ، Landelijke Organisatie voor Hulp aan Onderduikers [الإنجليزية] وNaamloze Vennootschap (NV) ومجموعة طلاب أمستردام. يقدّر دليل كولومبيا للهولوكوست أن عددًا من الرومانيين الهولنديين الذين تتراوح أعمارهم بين 215 و500 قتيل على أيدي النازيين، ويقدر العدد الأعلى تقريبًا بالسكان الرومانيين الهولنديين قبل الحرب.

## مقدمة
قبل الغزو الألمان، كانت هولندا قد التزمت بسياسة الحياد الصارم. كان للبلاد روابط ضيقة مع ألمانيا وأقل من ذلك مع البريطانيين. لم يشارك الهولنديون في الحرب مع أي دولة أوروبية منذ عام 1830. خلال الحرب العالمية الأولى، لم يتم غزو الهولنديين من قبل الألمان ولم تكن المشاعر المعادية لألمانيا قوية بعد تلك الحرب كما كانت في البلدان الأوروبية الأخرى. فر القيصر الألماني السابق إلى هولندا في عام 1918 وعاش هناك في المنفى. لذلك كان الغزو الألماني بمثابة صدمة كبيرة لكثير من الهولنديين. ومع ذلك، فقد أمرت البلاد بالتعبئة العامة في سبتمبر 1939. بحلول نوفمبر 1938، خلال ليلة البلور. يمكن رؤية المعابد الألمانية تحترق، حتى من هولندا، (مثل تلك الموجودة في آخن). بدأت الحركة المناهضة للفاشية تكتسب شعبية - وكذلك فعلت الحركة الفاشية، خاصة الحركة الإشتراكية القومية بهولندا.
على الرغم من الحياد الصارم، الذي تضمن إسقاط الطائرات البريطانية والألمانية التي تعبر الحدود إلى هولندا، تعرض الأسطول التجاري الكبير في البلاد لهجوم شديد من قبل الألمان بعد 1 سبتمبر 1939، بداية الحرب العالمية الثانية. غرقت سفينة الركابإس إس سيمون بوليفار في نوفمبر 1939 ، ب84 قتيلاً، صدمت البلاد بشكل خاص. لم تكن السفينة الوحيدة.

## الغزو الألماني
في 10 مايو 1940، بدأت القوات الألمانية هجومها المفاجئ على هولندا دون إعلان الحرب. في اليوم السابق، دخلت البلاد مجموعات صغيرة من القوات الألمانية التي كانت ترتدي الزي الرسمي الهولندي. وارتدى الكثير منهم خوذات «هولندية»، بعضها مصنوع من الورق المقوى حيث لم يكن هناك عدد كافٍ من النسخ الأصلية. نشر الألمان حوالي 750,000 رجل، أي ثلاثة أضعاف قوة الجيش الهولندي؛ حوالي 1100 طائرة (الجيش الجوي الهولندي: 125) وستة قطارات مدرعة؛ دمروا 80٪ من الطائرات العسكرية الهولندية على الأرض في صباح أحد الأيام، معظمها أثناء القصف. كان الجيش الهولندي، وهو ما يُطلق عليه ميليشيا مؤلفة من ضباط محترفين ومجندين من ضباط الصف والرتب، أقل من الجيش الألماني في كثير من النواحي: كان يفتقر إلى التجهيز وكان لديه اتصالات ضعيفة، وكانت قيادتها سيئة. على الرغم من كل هذا، فقد الألمان نحو 400 طائرة في ثلاثة أيام من الهجوم، منهم 230 طائرة يونكرز 52/3، وهي وسيلة النقل الإستراتيجية الضرورية للمشاة والمظليين، وهي خسارة لم يتمكنوا من تجديدها وأحبطت الخطط الألمانية لمهاجمة إنجلترا وجبل طارق ومالطا بالقوات المحمولة جواً. نجحت القوات الهولندية في هزيمة الألمان في أول هجوم مجولق واسع النطاق في التاريخ، حيث استعادت السيطرة على ثلاثة مطارات احتلتها ألمانيا حول لاهاي في نهاية اليوم الأول من الهجوم. نشر سلاح الفرسان التابع للجيش الهولندي، الذي لم يكن لديه دبابات عملياتية، عدة أسراب من السيارات المدرعة، بالقرب من المطارات الاستراتيجية بشكل أساسي. كانت الهجمات البرية الألمانية على ثلاثة محاور (فريسيا-كورنفوردرزاند، خط غيلدرلند-جريببي، برابانت-مويرديك) وتم إيقافها جميعًا بشكل كامل أو لوقت كافي للسماح للجيش الهولندي بهزيمة القوات المحمولة جوا الألمانية. ساهم هذا الظرف، إلى جانب المدافع المضادة للطائرات، التي لم تكن المخابرات الألمانية على دراية بها لانه تم شرائها من قبل المدنيين، في فشل الوحدات الألمانية من المظليين والمشاة المحمولين جواً من القبض على الحكومة الهولندية وإجبارهم على الاستسلام السريع. بدلاً من ذلك، تمكنت الحكومة الهولندية والملكة من الفرار حتى نجح الألمان في فرض استسلام جزئي لهولندا. نتيجة لذلك، بقيت الدولة الهولندية في الحرب كمقاتل، مما أتاح على الفور توفير أصولها البحرية لجهود الحرب المشتركة للحلفاء، بدءًا من الإخلاء من دونكيرك. وهذا هو السبب في أنه خلال معركة بحر جافا في عام 1941، كان من الممكن أن يقود البحرية البريطانية والأمريكية والأسترالية ضابط البحرية الهولندي كارل دورمان.
المناطق الرئيسية للمقاومة العسكرية المكثفة هي:
- لاهاي والمنطقة الواقعة إلى الشمال منها، حيث نجحت القوات الهولندية من القضاء على لتشكيلات الألمانية المحمولة جواً التي نزلت بمهمة الاستيلاء على الحكومة الهولندية الكاملة. تُعرف الأعمال القتالية باسم معركة لاهاي. أدت هذه الانتكاسة غير المتوقعة تمامًا إلى الذعر في القيادة العسكرية الألمانية، التي أمرت بإزالة وسط مدينة روتردام غير المحمي (انظر أدناه) من أجل فرض حل خارج المعركة وإيقاف المقاومة الفعلية من قبل القوات الهولندية. قبل هذا القصف، تمكنت البحرية الملكية الهولندية من شحن حوالي 1300 من القوات الألمانية المأسورة إلى إنجلترا، لتزويد حلفائهم بمعلومات استخبارية مباشرة عن هذا النوع الجديد من الحرب المحمولة جوا.
- خط Grebbe، وهو خط محصن من الشمال إلى الجنوب على بعد حوالي 50 كيلومتر (31 ميل) شرق العاصمة أمستردام، من أمرسفورت إلى الوال، بمدافع ميدانية؛ استسلم الهولنديون فقط بعد ثلاثة أيام من القتال العنيف، والمعروف باسم معركة جريببرج ، مع خسائر فادحة لكلا الجانبين. بعد الاستيلاء على Grebbeberg، واجهت القوات الألمانية الانتكاسة التالية: أثناء المعركة، تم فتح خط المياه الهولندي القديم، والذي صمم لجعل أي توغل في قلعة هولندا مستحيلًا، وبالتالي تم إعادة تنشيطه.
- Kornwerderzand، يربط فريزلاند بشمال هولندا، صد جنود الجيش الهولندي موجة بعد موجة من المهاجمين الألمان، بدعم من البحرية الملكية الهولندية التي تبحر قبالة شاطئ بحر الشمال. أوقفت قوة صغيرة من حوالي 230 من جنود المشاة فرقة فرسان ألمانية كاملة فيما أصبح يعرف باسم معركة أفلويتديك. أصبح السد المكشوف المؤدي إلى مجمع القبو معروفًا بين الألمان باسم توتندام.[9]
- روتردام، الجسور فوق نهر فال، حيث تمكنت شركتان مدربيتان في شركة رويال هولاند مارينز من الإبقاء على جيش ألماني كامل في الخليج إلى أن أجبر قصف روتردام الجنرال وينكلمان على قبول استسلام جزئي. في مكان آخر، بقيت القوات الهولندية في الحرب، وفي أوروبا استمرت المعركة من زيلاند ( معركة زيلاند ) إلى دونكيرك، حيث ساعد ضابط البحرية الملكية الهولندية، لودو فان هامل، في إجلاء القوات المتحالفة وكان آخر رجل ينسحب. كان Van Hamel أول من عاد بالمظلة إلى هولندا بعد بضعة أشهر، وكانت مهمته إقامة المقاومة في هولندا. ألقي القبض عليه وحوكم وأعدم.

نجح الهولنديون في إيقاف التقدم الألماني لمدة أربعة أيام. بحلول ذلك الوقت، كان الألمان قد غزوا بالفعل حوالي 70٪ من البلاد ولكنهم فشلوا في دخول المناطق الحضرية إلى الغرب. كانت المقاطعات الشرقية سهلة التجاوز نسبيًا لأنها تركت قوات مدافعة خفيفة عن عمد من أجل خلق العمق الاستراتيجي اللازم. أمر أدولف هتلر، الذي كان يتوقع الانتهاء من الاحتلال في ساعتين (كذا!) ولمدة أقصى يومين (غزو الدنمارك في أبريل 1940 يومًا واحدًا فقط)، بإبادة روتردام لإجبارها على تحقيق انفراجة لأن الهجوم كان من الواضح أنه فشل على جميع الجبهات، مما أدى إلى هجوم روتردام في 14 أيار / مايو الذي دمر الكثير من وسط المدينة وقتل نحو 800 شخص ؛ كما ترك حوالي 85,000 شخص بلا مأوى. علاوة على ذلك، هدد الألمان بتدمير كل المدينة التاريخية الكبرى حتى قبلت القوات الهولندية الاستسلام. أدركت القيادة العسكرية الهولندية، بعد أن فقدت الجزء الأكبر من سلاحها الجوي، أنها لا تستطيع إيقاف الطائرات القاذفة الألمانية، لكنها تمكنت من التفاوض على استسلام تكتيكي بدلاً من استسلام وطني، كما كان الحال مع فرنسا بعد بضعة أسابيع. ونتيجة لذلك، بقيت الدولة الهولندية، على عكس الدولة الفرنسية، في حالة حرب مع ألمانيا، وكان يتعين على السلطات الألمانية أن تطلب من كل جندي هولندي أن يكف عن المزيد من الأعمال القتالية كشرط لإطلاق سراحهم من الاحتجاز كأسرى حرب. كان أول عمل للمقاومة هو رفض أفراد القوات الهولندية توقيع أي وثيقة بهذا المعنى.
كان عدد الجنود الهولنديون الذين لقوا حتفهم في الدفاع عن بلادهم 2000 جندي، إلى جانب 800 مدني على الأقل قضوا بحرائق في روتردام، أول ضحايا الاحتلال النازي الذي استمر خمس سنوات.